# Santiago Moure
Santiago José Moure Erazo (Bogotá, 25 de noviembre de 1968) es un actor, humorista, locutor, presentador, director y libretista colombiano. Es reconocido por su participación en diversos programas de televisión junto a Martín de Francisco. Desde febrero de 2025 dirige y escribe el programa de humor político Noticracia en Señal Colombia, que conduce junto a la actriz Marcela Vargas.

## Biografía
Es hijo de Jorge Moure Garay y de Inés Erazo Annexy, ambos fallecidos. Aunque estudió un semestre de filosofía y letras, finalmente se graduó en la facultad de música de la Universidad de los Andes. Cursó también actuación en la Escuela Nacional de Arte Dramático. En 1988 hizo su debut actoral haciendo un pequeño papel en la telenovela Los pecados de Inés de Hinojosa bajo la dirección de Jorge Alí Triana. En los años siguientes se desempeña como actor de teatro y televisión en varias producciones como La casa de las dos palmas, Me llaman Lolita, La jaula, "A corazón abierto", "Los Graduados" entre otras. En teatro ha participado en montajes como "Calixto y Melibea" (basada en la obra " La Celestina" de Fernando de Rojas) junto a Margarita Ortega, en la adaptación teatral de "Crónica de una muerte anunciada", obra del Premio Nobel colombiano Gabriel García Márquez junto a Julián Román, entre otros. También en teatro ha realizado y dirigido shows como La Tele: El Regreso, "Un Sit Down Tragedy".

### La Tele
A principios de los años noventa, el cantante Carlos Vives a través de su productora GAIRA, le invitó a participar en el programa de televisión "La Tele" junto a Martín de Francisco. El programa se estrenó en 1993 y fue producido en sus comienzos por RCN Televisión en el Canal A, para después pasar a manos de Caracol Televisión en la Cadena Uno. Pese a la gran aceptación del público joven y su altos índices de audiencia, el programa fue cancelado a finales de 1995, debido a que la controversia que generaba, especialmente en los sectores más conservadores del país; sin embargo, la teoría "oficial" de la suspensión apuntaba a que el segmento y horario del programa iba a ser ocupado el año siguiente por la transmisión de los partidos de Eliminatorias de la Conmebol al Mundial de Francia 1998.[cita requerida]

### Otros proyectos
Tras la cancelación de "La Tele", junto a De Francisco, y Carlos Molina, más conocido como "Cerdo", consiguen un espacio radial matutino en la emisora Radioacktiva de Caracol Radio, que se tituló "La Tele en Radioacktiva"; a pesar de la controversia que generaban desde La Tele en televisión, época en la que se hicieron célebres por haber sido expulsados del Reinado Nacional de la Belleza en Cartagena de Indias, la aceptación de su humor crudo e irreverente permitió que regresaran a la televisión, esta vez como personajes de un programa de dibujos animados llamado "El Siguiente Programa", producido por Conexión Creativa, Gaira TV y dirigido por Rafael Noguera para Cenpro TV. Se empezó a transmitir en el Canal Uno a finales de 1997 y estuvo al aire hasta principios del año 2001.
En 2006, Moure hace parte de El Profesor Super O, una serie de televisión animada colombiana de carácter educativo. En éste interpretó (prestando su voz) al personaje principal: Charles Arturo Ocoró (Profesor Super Ó). En este proyecto participa una vez más junto a De Francisco, que es el creador de la serie. El Profesor Super Ó, se transmite en el Canal 13 y Señal Colombia.

### La Tele Letal
Luego de 22 años desde la cancelación de "La Tele", en 2017 nuevamente junto con Martin De Francisco, "Cerdo" y Blanca Ligia Franco, conocida como "Doña Anciana De crépita" retoman su presencia en televisión con el programa La Tele Letal esta vez producido por Red Más; un canal de televisión por suscripción colombiano exclusivo de Claro TV. En este nuevo proyecto (dirigido nuevamente por Rafael Noguera) reviven parte del formato irreverente que lo caracteriza.
En 2025, el artista presentó en El teatro Casa E Borrero en Bogotá su obra titulada Show del Yo: Hombrexplicando, protagonizada por él y Louis Cyfer que mezcla humor, música y reflexión sobre la masculinidad y los roles de género.
Moure explicó que el espectáculo “es una conferencia cantada que juega con el ego masculino, el patriarcado y el mansplaining”.  En el escenario, Moure asume el rol de un presentador machista que intenta explicar temas netamente femeninos.

## Filmografía

### Televisión
- Juanpis González: la serie (2022) — Pepe Robayo "Robix"[5]
- Loquito por ti (2018-2019) — Polidoro Uribe
- Cuando vivas conmigo (2016-2017) — Orlando Camargo
- Todo es prestao (2016) — Julio Arcila
- Doctor Mata (2014) - Gavilán
- Los años maravillosos (2014) — Diego González
- Los graduados (2013-2014) — Chicho
- El cartel 2: La guerra total (2010) — Don Mario
- A corazón abierto (2010-2011) — Dr. Germán de la Pava
- Gabriela, giros del destino (2009-2010) — Héctor
- El penúltimo beso (2009) — El Profeta
- El cartel (2008) — Mario Lopera 'Don Mario' (Don Diego)
- Mujeres asesinas  (2007) — Javier - Sandra, la tramitadora
- La ex (2006) — Martín de Jesús Otero
- El trato (2005)
- Mesa para tres (2004) — Gerardo Pinzón
- La jaula (2003) — Klauss
- Moñona (2002) — El Búfalo
- El inútil (2001) — Don Efraín
- Amor Discos (2000) — Emilio Pombo
- Tan cerca y tan lejos (1999) — Libardo
- Me llaman Lolita (1999) — Beto Bocanegra
- La casa de las dos palmas (1990) — Pregonero
- Los pecados de Inés de Hinojosa (1988) — Corchete a pie, cap. 3

## Programas
- La Tele Letal (2017-presente) — Presentador, Pep Erazo
- El Profesor Super Ó (2006- presente) - Charles Arturo Ocoró "Profesor Super Ó" (Voz)
- La isla de los famosos (2004) — Participante
- Debate en vivo: Protagonistas de novela (2003) — Él mismo
- El siguiente programa (1997-2001) — Él mismo (Voz)
- La Tele (1993-1995) — Él mismo

## Libretista
- El siguiente programa (2 episodios, 1997)
- Pasión enana (1997) TV episodio
- Reinadocracia, qué desgracia - parte 1 (1997)
- Lo más de Pacheco - 1998
- Anónimos - 1997

## Premios y nominaciones

### Premios India Catalina
| Año  | Categoría                                            | Programa          | Resultado |
| ---- | ---------------------------------------------------- | ----------------- | --------- |
| 2020 | Mejor presentador(a) de programas de entretenimiento | La Tele Letal     | Ganador   |
| 2019 | Mejor presentador(a) de programas de entretenimiento | La Tele Letal     | Ganador   |
| 2018 | Mejor presentador(a) de programas de entretenimiento | La Tele Letal     | Nominado  |
| 2011 | Mejor actor protagónico de serie                     | A corazón abierto | Nominado  |

### Premios Tv y Novelas
| Año  | Categoría                       | Telenovela o serie  | Resultado |
| ---- | ------------------------------- | ------------------- | --------- |
| 2012 | Mejor actor antagónico de serie | A corazón abierto 2 | Nominado  |